# Bourcefranc-le-Chapus
Bourcefranc-le-Chapus é uma comuna francesa na região administrativa da Nova Aquitânia, no departamento de Charente-Maritime. Estende-se por uma área de 12,40 km², com 2 951 	 habitantes, segundo os censos de 1999, com uma densidade de 238 hab/km².